# سیارک ۵۵۶۷۸
سیارک ۵۵۶۷۸ (به انگلیسی: 55678 Lampos، نامگذاری:3291T-1) پنجاه و پنج هزار و ششصد و هفتاد و هشتمین سیارک کشف شده‌است که در ۲۶ مارس ۱۹۷۱ کشف شد.